# 话说长江
《话说长江》是1983年8月7日起在中国中央电视台首播的25集电视纪录片，由日本歌手佐田雅志拍摄，纪录了 长江沿岸人民生活。 摄于1980-1981年，约200小时原始素材先于1981年剪辑为成日语电影《长江》，再于1983年由中国中央电视台重制为25集《话说长江》。
基于文革结束后的80年代文化热的时代背景，《话说长江》收视率曾达40%，引起1980年代探索名山大川的中国野外运动风潮，促成悲壮的1986-87年长江漂流事件和黄河漂流事件。纪录片收到观众一万多封评论、批评建议的信。 该片在1983年度全国电视专栏节目评选中获特别奖。中央电视台下一部反响程度相当于《话说长江》的纪录片是1988年《河殇》。

## 每集主题
- 第一集 源远流长
- 第二集 巨川之源
- 第三集 金沙的江
- 第四集 四川盆地
- 第五集 岷江秀色
- 第六集 成都漫步
- 第七集 峨眉凌云
- 第八集 从宜宾到重庆
- 第九集 大足石刻
- 第十集 川江两岸
- 第十一集 壮丽的三峡
- 第十二集 长江第一坝
- 第十三集 荆江览古
- 第十四集 洞庭天下水 岳阳天下楼
- 第十五集 从武赤壁到文赤壁
- 第十六集 庐山独秀
- 第十七集 瓷都景德镇
- 第十八集 佛教圣地九华山
- 第十九集 飞红滴翠记黄山
- 第二十集 古城南京
- 第二十一集 历史名城扬州漫话
- 第二十二集 镇江三山
- 第二十三集 太湖平原
- 第二十四集 黄浦江畔
- 第二十五集 走向大海

## 制作
《话说长江》的总撰稿人是中央电视台总编室主任陈汉元，他要求作品中不得出现“爱国”和“爱国主义”等词，但仍要让观众体会到作品表达的爱国主义精神，由此摒弃掉老套的说教式语言。陈汉元找来了陈铎担任主持，使得《话说长江》成为第一个有主持人的中国纪录片。节目在周日晚间的黄金时段播出，收视率曾达到30%。
《话说长江》的主旋律在首播时没有歌词，播出后征集填词成《长江之歌》。

## 續集
2006年，中国中央电视台播出了《再说长江》。